# Hesperapis micheneri
Hesperapis micheneri är en biart som först beskrevs av Michez 2007.  Hesperapis micheneri ingår i släktet Hesperapis och familjen sommarbin. Inga underarter finns listade i Catalogue of Life.